# Andreas Meyer
Pour les articles homonymes, voir Meyer.
Andreas Meyer est un chef d'entreprise suisse, avocat de formation, né en 1961. Il dirige les Chemins de fer fédéraux suisses de 2007 à 2020.

## Biographie
Originaire du canton de Bâle-Campagne, fils de cheminot (son père a dirigé les ateliers de Muttenz après avoir exercé les fonctions de visiteur), Andreas Meyer se forme aux universités de Bâle et de Fribourg, avant de décrocher son brevet d'avocat dans son canton d'origine. Il se perfectionne à l'INSEAD de Fontainebleau, dont il revient avec un MBA. 
De 1997 à 2006, Andreas Meyer travaille comme cadre dirigeant à la Deutsche Bahn, entreprise de transports publics allemande. Il y est notamment responsable du trafic urbain, dépendant du trafic voyageurs. 
Le 1er janvier 2007, il reprend la direction des Chemins de fer fédéraux suisses, succédant ainsi à Benedikt Weibel. Le Conseil d'administration de l'entreprise l'a nommé à ce poste, à l'unanimité, le 23 juin 2006. Il quitte ce poste le 31 mars 2020.